# Kottukkaali
Kottukkaali (englischer Festivaltitel The Adamant Girl) ist ein indischer Film, der am 16. Februar 2024 auf der 74. Berlinale Weltpremiere feierte. Er wurde in der Sektion Forum gezeigt.

## Handlung
Der Film zeigt einen Mann aus einfachen Verhältnissen im ländlichen Indien, dessen Liebe zu einer jungen Frau auf diverse Hindernisse und Herausforderungen trifft. So verweigert die junge Frau hartnäckig das Sprechen, da sie diesen Mann aus einer niedrigeren Kaste liebt und ihre Familie verlangt, dass sie einen anderen heiratet. Man meint deshalb, sie sei von einem bösen Zauber besessen. Um sie davon zu befreien, wird sie, begleitet von ihrer eigenen und der Familie des Bräutigams, gegen ihren Willen zu einem Schamanen gebracht, der bewirken soll, dass sie ihren Geliebten vergisst und wie verlangt einen anderen heiratet. Gezeigt wird die Fahrt zum Schamanen. In die Geschichte sind Fragen der Moral, des Aberglaubens und der Frauenfeindlichkeit verwoben. 

## Produktion

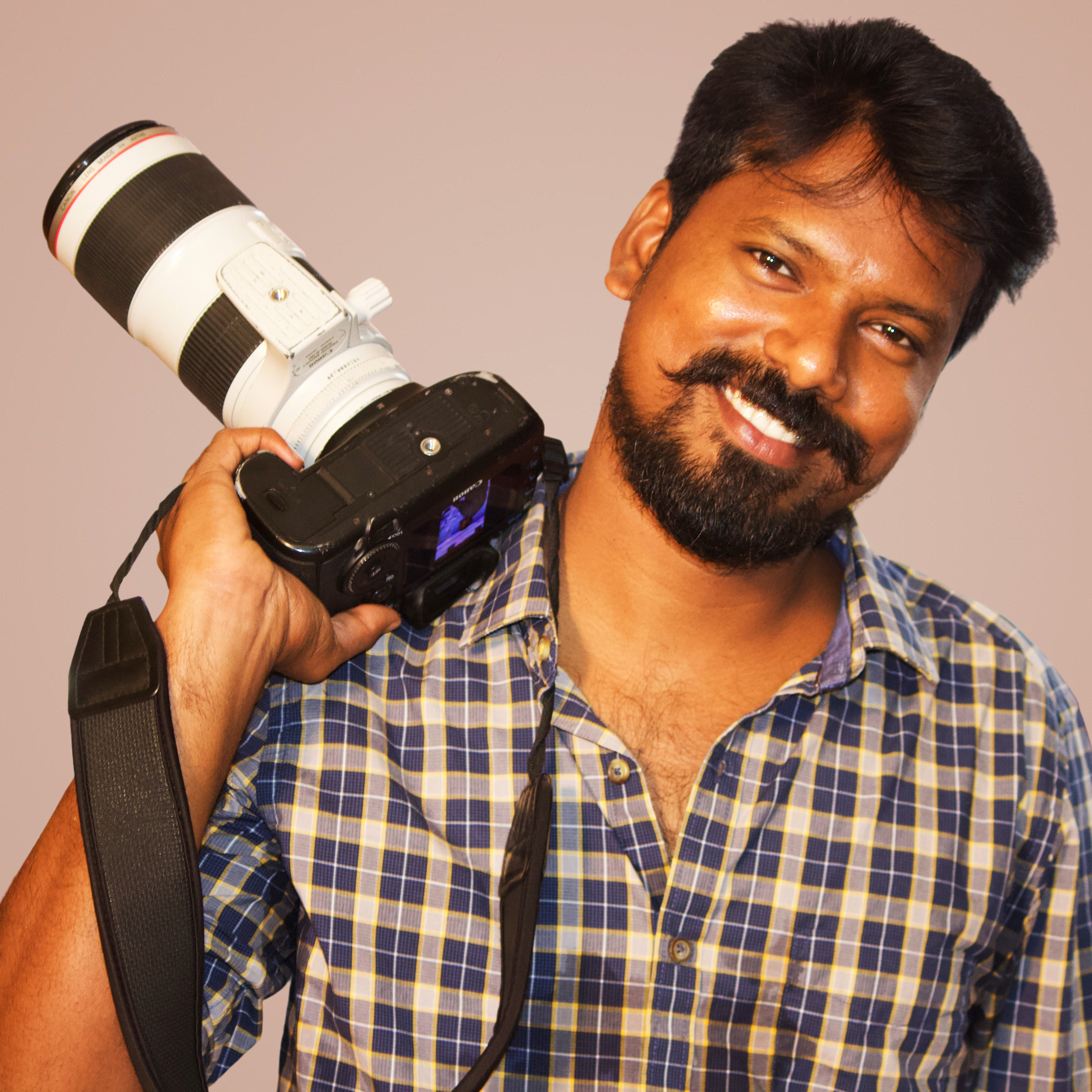
Regisseur und Drehbuchautor PS Vinothraj, 2021

Regie führte PS Vinothraj, der auch das Drehbuch verfasste. Er erlangte bereits Anerkennung durch seinen ersten prämierten Film Koozhangal (Pepples), der 2022 von Indien für den Oscar in der Kategorie ausländischer Film nominiert wurde.
In den Hauptrollen von Kottukkaali sind die indische Schauspielerin Anna Ben und ihr indischer Kollege Soori Muthuchamy zu sehen. Ben gab in einem Interview an, dass der Film in Madurai mit Menschen aus der Umgebung gedreht wurde, die noch nie mit Filmproduktionen in Kontakt gekommen waren. Außerdem habe sie selbst durch ihre Anwesenheit am Drehort und die Menschen dort besser Tamil sprechen gelernt, da dort alle nur diese Sprache benutzten. Ihre Rolle sei für sie eine besondere Herausforderung gewesen, da sie kaum sprechen durfte.
Kottukkaali ist der erste Film in Tamil, der an einer Berlinale teilnimmt.

## Rezeption
Prathyush Parasuraman schrieb auf Film Companion über den Film: „What makes the film at its amorphous stage, so compelling, never slackening its grip, is Anna Ben´s performance.“ (Was den Film in seiner amorphen Phase so fesselnd macht und ihn nie aus der Hand gibt, ist Anna Bens Leistung). Sucharita Tyagi stimmt dieser Einschätzung auf Medium zu: „One of the most powerful performances I saw in Berlin was Anna Ben´s portrayal in the Tamil Kottukkaali.“ (Eine der stärksten Darbietungen, die ich in Berlin gesehen habe, war Anna Bens Schauspiel in dem tamilischen Film Kottukkaali) und sie charakterisiert den Film als „wonderfully strange and messy“ (herrlich seltsam und chaotisch).

## Auszeichnungen und Nominierungen
- 2024: Internationale Filmfestspiele Berlin